# Bedřich Karel z Fürstenbergu
Bedřich Karel lantkrabě z Fürstenbergu (německy celým jménem Friedrich Karl Johann Nepomuk Egon Landgraf zu Fürstenberg; 26. ledna 1774 Vídeň – 4. února 1856 Vídeň) byl rakouský šlechtic, dvořan, politik a diplomat. Měl původ ve staré šlechtické rodině a po službě v rakouské armádě během napoleonských válek zastával funkce u císařského dvora. Nakonec byl v letech 1846–1856 nejvyšším dvorským maršálkem a získal Řád zlatého rouna. Jeho potomci v několika generacích vlastnili statky na Moravě (Kunín, Přestavlky, Horní Moštěnice, Tavíkovice). Z jeho početné rodiny vynikl syn Bedřich Egon (1813–1892), kardinál a dlouholetý arcibiskup v Olomouci.

## Životopis

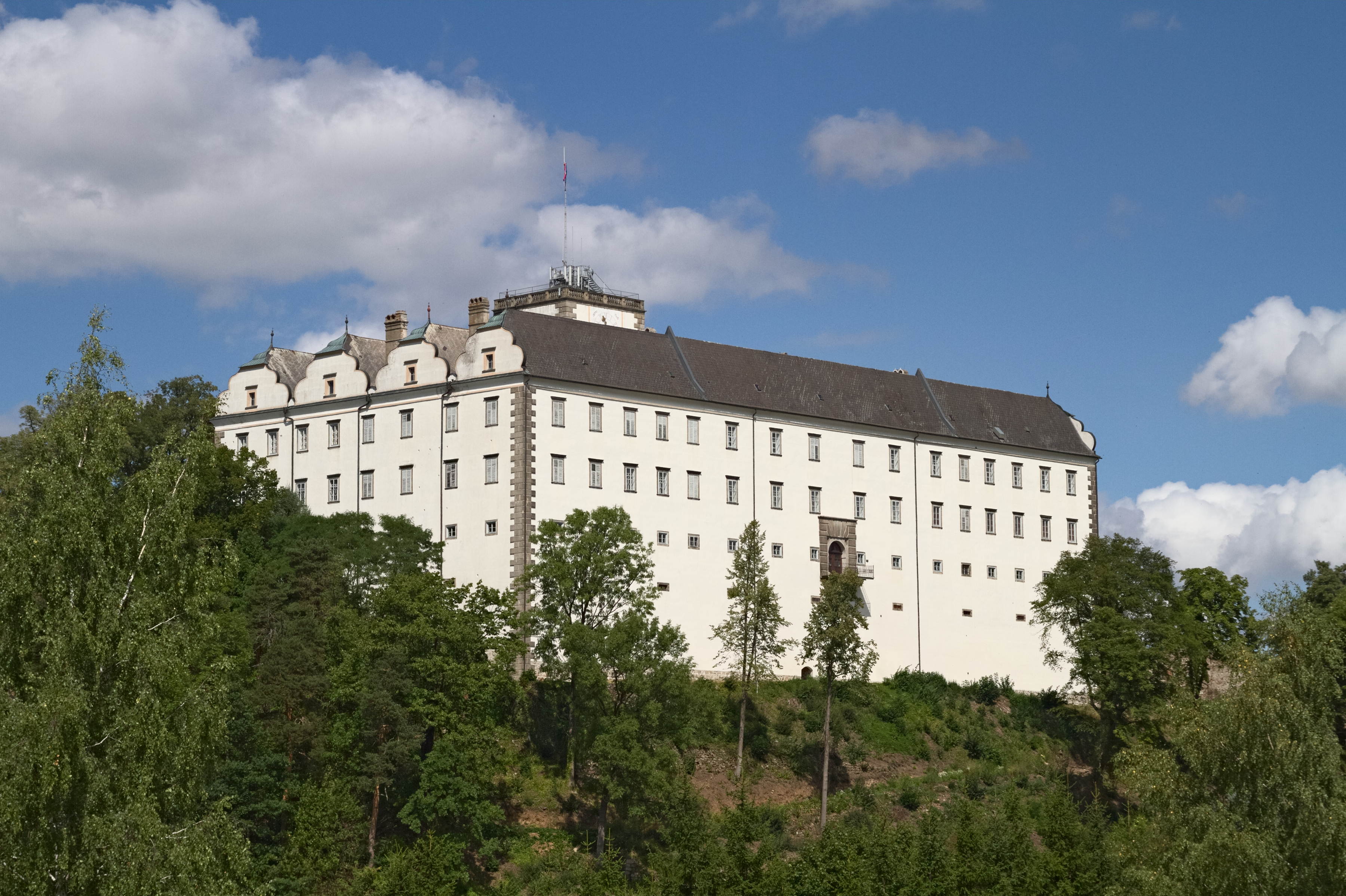
Zámek Weitra v Rakousku, hlavní rodové sídlo

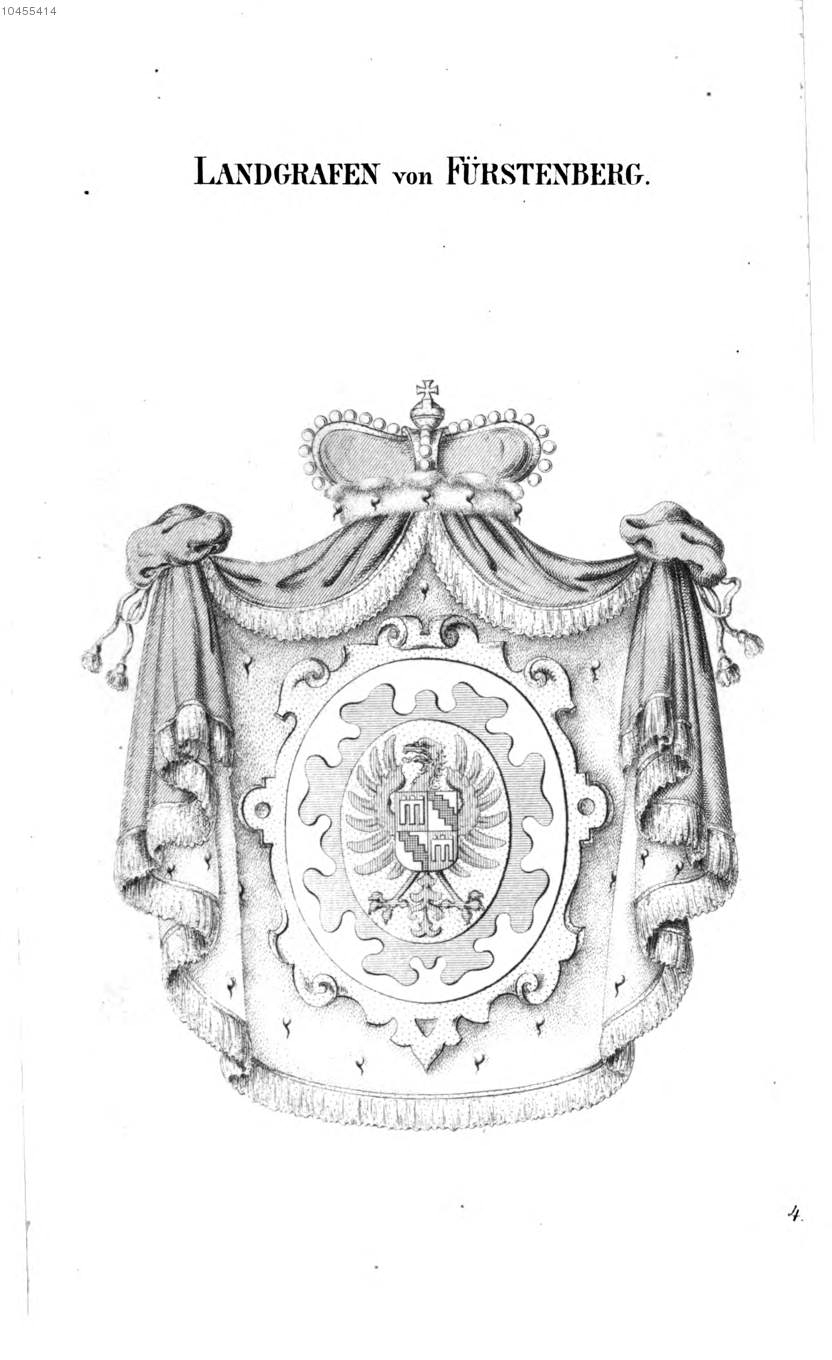
Erb lantkraběcí linie Fürstenbergů

Pocházel ze starého šlechtického rodu Fürstenbergů, patřil k lantkraběcí linii sídlící v Rakousku s hlavním sídlem na zámku Vitoraz (Weitra). Narodil se jako nejstarší syn lantkraběte Jáchyma Egona z Fürstenbergu (1749–1828), matka Žofie Terezie (1751–1835) pacházela z německého rodu Oettingen-Wallersteinů. 
Studoval práva a působil ve státních službách, mezitím sloužil v armádě a zúčastnil se napoleonských válek, dosáhl hodnosti plukovníka. V roce 1796 byl jmenován císařským komořím a v roce 1801 říšským dvorním radou (byl historicky posledním jmenovaným členem říšské dvorské rady před zánikem Svaté říše římské. Po napoleonských válkách působil u císařského dvora ve Vídni a od roku 1819 byl tajným radou, příležitostně byl pověřen i diplomatickými misemi (Petrohrad). V letech 1835–1846 byl vrchním ceremoniářem a nakonec stejně jako otec vykonával úřad nejvyššího dvorského maršálka (1846–1856). V roce 1852 obdržel Řád zlatého rouna, byl též nositelem Leopoldova řádu, ruského Řádu sv. Vladimíra a bavorského Řádu Maxe Josefa. Ve Vídni zastával také řadu čestných funkcí.

## Rodina
V roce 1801 se ve Vídni oženil s princeznou Marií Terezií ze Schwarzenbergu (1780–1870), dcerou knížete Jana Nepomuka ze Schwarzenbergu. Marie Terezie byla c. k. palácovou dámou, dámou Řádu hvězdového kříže a nejvyšší hofmistryní císařovny Marie Anny. Z jejich manželství se narodilo deset dětí.
- 1. Jan Nepomuk Egon (21. března 1802 – 10. ledna 1879), státní úředník, poslanec dolnorakouského zemského sněmu, dědičný člen rakouské Panské sněmovny
- 2. Marie Sofie (28. srpna 1804 – 4. února 1829), manžel 1827 Bedřich Kraft kníže z Oettingen-Wallersteinu (16. října 1793 – 15. listopadu 1842), c. k. komoří, plukovník
- 3. Filip Karel Jáchym (30. prosince 1806 – 4. ledna 1807)
- 4. Josef Arnošt Egon (22. února 1808 – 6. března 1892), prezident vrchního zemského soudu v Brně, poslanec moravského zemského sněmu, doživotní člen rakouské Panské sněmovny, manželka 1843 Marie Ernestina z Oettingen-Wallersteinu (5. července 1803 – 1. února 1872)
- 5. Karel Egon (15. června 1809 – 18. května 1876), c. k. hejtman, komtur Řádu německých rytířů
- 6. František Egon (12. dubna 1811 – 13. října 1849), c. k. plukovník, komtur Řádu maltézských rytířů
- 7. Bedřich Egon (8. října 1813 – 20. srpna 1892), kardinál, arcibiskup olomoucký, doživotní člen rakouské Panské sněmovny
- 8. Arnošt Egon (6. listopadu 1816 – 24. března 1889), poslanec moravského zemského sněmu a říšské rady, doživotní člen rakouské Panské sněmovny, manželka 1867 Karolina Antonie Busek (15. srpna 1821 – 26. ledna 1900), morganatické manželství
- 9. August Jáchym Egon (5. října 1818 – 14. května 1819)
- 10. Gabriela (17. března 1821 – 18. března 1895), c. k. palácová dáma, dáma Řádu hvězdového kříže, dvorní dáma arcivévodkyně Žofie, manžel 1844 Alfons markrabě Pallavicini (7. března 1807 – 7. března 1875), c. k. komoří

Díky své manželce a sestrám byl blízce spřízněn s významnými představiteli knížecích rodin habsburské monarchie. Jeho švagry byli vojevůdci napoleonských válek polní maršálové kníže Karel Filip ze Schwarzenbergu a kníže Jan Josef z Lichtenštejna. Dalšími švagry byli císařský nejvyšší štolba Jan Nepomuk z Trauttmansdorffu a kníže Josef František z Lobkowicz.